# منتخب كندا لكرة الماء
منتخب كندا الوطني لكرة الماء  يمثل كندا في مسابقات كرة الماء و المباريات الودية. تأهل الفريق إلى الألعاب الأولمبية الصيفية 2008 في بكين، الصين باحتلاله المركز الرابع في التصفيات الأولمبية عام 2008  في رومانيا.

## النتائج

### الألعاب الأولمبية
- 1972 — المركز 16
- 1976 — المركز 09
- 1984 — المركز 10
- 2008 — المركز 11

### بطولة العالم
- 1975 — المركز 14
- 1978 — المركز 14
- 1982 — المركز 14
- 1986 — المركز 13
- 1991 — المركز 13
- 1994 — المركز 14
- 1998 — المركز 13
- 2001 — المركز 15
- 2003 — المركز 14
- 2005 — المركز 13
- 2007 — المركز 12
- 2009 — المركز 8
- 2011 — المركز 10
- 2013 — المركز 11
- 2015 — المركز 9
- 2017 — المركز 15

### الدوري العالمي (فينا)
- 2005 — الجولة نصف النهائية
- 2006 — الجولة نصف النهائية
- 2007 — المركز 7
- 2008 — المركز 6
- 2011 — المركز 7
- 2013 — المركز 5
- 2014 — المركز 6
- 2015 — المركز 7